# United States Army Pacific

Ärmmärke för United States Army Pacific

United States Army Pacific (förkortning: USARPAC) är ett huvudkommando inom USA:s armé som är dess försvarsgrenskomponent till det försvarsgrensövergripande United States Indo-Pacific Command.
I fråga om arméns institutionella internadministration så ansvarar befälhavaren som är en fyrstjärnig general inför USA:s arméminister och USA:s arméstabschef.

## Bakgrund
Traditionerna sträcker sig tillbaka till 1898 då USA började bli en stormakt i Stillahavsområdet. 1921 etablerades ett högkvarter vid Fort Shafter på Hawaii för regionens arméstyrkor. Efter attacken mot Pearl Harbor 1941 påbörjades en utbyggnad av arméförbanden i Stillahavsområdet.
Det nuvarande kommandot har haft olika namn sedan grundandet 1943:
- United States Army Forces, Central Pacific Area (1943-44)
- United States Army Forces, Pacific Ocean Areas (1944-45)
- United States Army Forces, Middle Pacific (1945-47)
- United States Army, Pacific (1947-1974)
- United States Army Western Command (1979-1990)
- United States Army Pacific (1990-nutid)

## Förband

Organisationsschema (2021).

| Symbol | Namn                                      | Förkortning  | Basering                             | Funktion                                 | Not |
|        | Eighth United States Army                 | EUSA         | Camp Humphreys, Gyeonggi, Sydkorea   | Fältarmé                                 |     |
|        | I Corps                                   |              | Joint Base Lewis–McChord, Washington | Armékår                                  |     |
|        | 94th Army Air and Missile Defense Command | 94th AAMDC   | Fort Shafter, Hawaii                 | Luftvärn                                 |     |
|        | 8th Theater Sustainment Command           | 8th TSC      | Schofield Barracks, Hawaii           | Logistik och stödfunktioner              |     |
|        | 311th Signal Command (Theater)            | 311th SC (T) | Fort Shafter, Hawaii                 | Signalförband                            |     |
|        | 500th Military Intelligence Brigade       | 500th MI BDE | Schofield Barracks, Hawaii           | Underrättelsebrigad, ingår även i INSCOM |     |